# Zittau
Zittau est une ville de Saxe, en Allemagne. Située dans l'arrondissement de Görlitz, elle a le statut de Grande ville d'arrondissement.

## Géographie
La ville de Zittau est située à l’extrême sud-est de la Saxe, à la frontière avec la Pologne et la République tchèque. Le tripoint formé par les frontières des trois pays et baptisé le « Coin des Trois-Frontières », se trouve à la sortie sud de la ville, à une dizaine de mètres de la rive gauche de la rivière Neisse. La rivière Mandau, un affluent de la Neisse, traverse la ville.
La ville se trouve dans le bassin de Zittau entre les monts de Zittau au sud, les monts de la Haute-Lusace (Oberlausitzer Bergland) au nord-ouest et des contreforts des Monts de la Jizera à l’est.

### Les monts de Zittau

Districts de Zittau.

Les monts de Zittau, versant allemand des monts de Lusace, s'étendent sur environ 20 km et forment une barrière abrupte dominant le bassin de Zittau. C'est une région où l'on peut pratiquer l'escalade et les sports d'hiver ; elle est connue pour ses stations thermales comme Lückendorf, Oybin, Jonsdorf, qui sont autant de points de départ de promenades. La caractéristique des monts de Zittau est la juxtaposition de grandes montagnes calcaires et de vestiges de hauteurs volcaniques.

### Districts de la ville
Outre Zittau au sens propre, la ville comprend les villages rattachés de Hartau et Eichgraben au sud, Pethau à l’ouest ainsi que Drausendorf, Wittgendorf, Dittelsdorf, Hirschfelde (y compris Rosenthal) et Schlegel (y compris Burkersdorf) au nord.

### Communes limitrophes
- Oybin, Olbersdorf, Bertsdorf-Hörnitz, Mittelherwigsdorf et Ostritz en Saxe
- Bogatynia en Pologne
- Hrádek nad Nisou en République tchèque

## Histoire
| Appartenances historiques Royaume de Bohême 1238-1635 Électorat de Saxe 1635-1806 Royaume de Saxe 1806–1918 (à partir de 1871, État fédéré au sein du Reich). État libre de Saxe 1918-1945, (à partir de 1919, État fédéré au sein de la République, puis du Reich Hitlérien) Allemagne occupée 1945–1949 République démocratique allemande 1949–1990 Allemagne 1990–présent |

Carte de Zittau vers 1730

Un village slave est à l’origine de Zittau. Après l’arrivée des colons allemands à la fin du Xe siècle, un château fort est érigé à l’ouest de la ville actuelle pour protéger la rue qui mène à Leipa.
La première mention de Zittau date de 1238, sous le nom de Sitavia qui vient du mot sorabe žito (seigle), il désigne donc un lieu où le seigle est cultivé. En 1255, le roi Ottokar II de Bohême fixe les limites du territoire de la ville. Il lui accorde plusieurs privilèges, entre autres la franchise douanière en Bohême. Sous Charles IV, Zittau connaît sa première époque de prospérité. En 1346, Zittau, Bautzen, Görlitz, Kamenz, Löbau et Lubań forment l‘Hexapole de Haute-Lusace, une confédération des villes pour défendre la sécurité du pays contre la noblesse régionale.
Au XVe siècle, Zittau est concerné par les guerres hussites, notamment en 1424. Après 1513, les remparts sont renforcés. En 1521, Lorenz Heydenreich, un disciple de Martin Luther introduit la Réformation. En 1547, la ville perd ses privilèges et ses possessions lors du Pönfall, une action punitive de Ferdinand Ier contre l‘Hexapole haut-lusatienne. Mais sous la direction du maire Nikolaus Dornspach (entre 1549 et 1580), le déclin est vite surmonté.

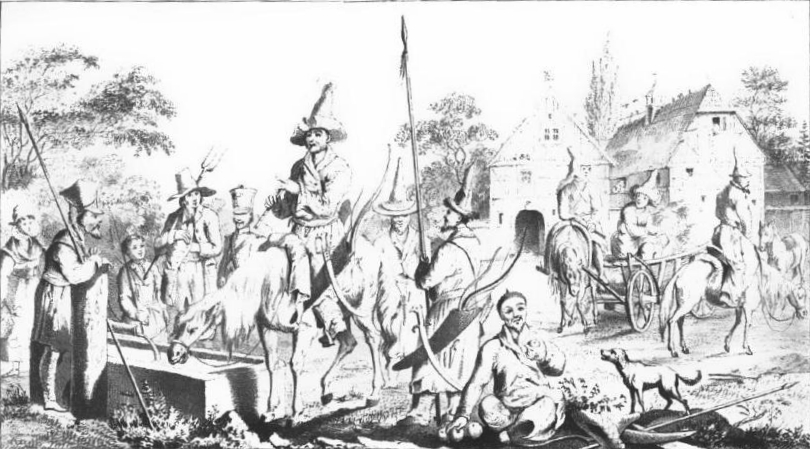
Cavaliers bachkirs de l'armée russe à Zittau pendant la campagne de 1813.

La guerre de Trente Ans affecte Zittau comme toute la région. À la suite de la Paix de Prague en 1635, la Haute-Lusace passe de la souveraineté du roi de Bohême à la Saxe. Après la guerre, des réfugies protestants venant des pays de la couronne de Bohême contribuent au nouvel essor économique.
La guerre de Sept Ans provoque une catastrophe importante : le 23 juillet 1757, l‘armée autrichienne détruit à peu près 75 % de la ville. La reconstruction traîne sur plusieurs décennies.
Le XIXe siècle est marqué par l‘industrialisation, le remplacement des remparts par des espaces verts (« ceinture verte ») et l'arrivée du chemin de fer (inauguration de la ligne Zittau - Löbau en 1848).
Lors de la Seconde Guerre mondiale, des camps satellites du camp de concentration de Gross-Rosen et du camp de concentration d'Auschwitz sont construits. Des prisonniers masculins et féminins y sont contraints d'y effectuer des travaux forcés dans les usines de la ville.
À la suite de la Seconde Guerre mondiale et de la conférence de Potsdam, l'arrière-pays de la ville à l'est de la Neisse devient polonais, ce qui transforme la ville en zone excentrée. Un recul démographique commence qui gagne encore  en intensité à cause de la désindustrialisation après 1990, et qui a pour conséquence que la ville passe de 46 692 habitants en 1950 à 27 606 en 2011, malgré le rattachement de plusieurs villages : Eichgraben (1965), Pethau (1970), Hartau (1999) ainsi que des communes de Hirschfelde et de Wittgendorf (2007).

## Économie et infrastructure

### Économie
L’économie de Zittau fut dominée par l’industrie textile ainsi que l’ingénierie automobile (Phänomen au début, Robur à partir de 1957). Mais la désindustrialisation depuis 1990 a mis fin à cette époque. De nos jours, plusieurs PME sont concentrées dans deux zones industrielles à l'ouest (Pethau) et au nord-est (Weinau) de la ville. La fit GmbH produit des lessives et des nettoyants sur le site à Hirschfelde. 

### Transports
Le 10 juin 1848, la ligne de chemin de fer entre Löbau et Zittau fut ouverte. Depuis 1998, cette ligne n’est desservie que dans son tronçon est (entre Oberoderwitz et Zittau). La gare actuelle fut construite en 1859. Aujourd’hui, elle est desservie par plusieurs compagnies ferroviaires, avec des trains sur les lignes Dresde - Zittau (avec certains trains jusqu'à Liberec et Tanvald en République tchèque), Cottbus - Görlitz - Zittau et Rybniště/Seifhennersdorf - Varnsdorf - Zittau - Liberec. Depuis 1890, une ligne à voie étroite relie Zittau aux stations thermales des Monts de Zittau (Oybin et Jonsdorf).
Entre 1904 et 1919, Zittau possédait un petit réseau de tramways. De nos jours, les transports urbains sont assurés par des lignes de bus de la Kraftverkehrsgesellschaft Dreiländereck.
Trois routes fédérales mènent à Zittau : la B 96 venant de Bautzen, la B 99 venant de Görlitz et la B 178 venant de Löbau. L‘allongement de la B 178 en direction de Liberec (République tchèque) en passant par Porajów en Pologne fut inauguré en 2013.

### Éducation
Zittau abrite la Hochschule Zittau/Görlitz - University of Applied Sciences, une Fachhochschule, ainsi que la plus petite université en Saxe, l’Institut universitaire international (Internationales Hochschulinstitut).

## Culture et patrimoine

### Théâtre
Le premier théâtre de Zittau fut inauguré en 1802 et détruit par un incendie en 1932. Le nouveau théâtre fut inauguré sous le nom de Grenzlandtheater en 1936. Aujourd'hui, le Théâtre Gerhard-Hauptmann de Zittau forme une SARL de théâtre avec le théâtre de Görlitz qui offre du théâtre musical, du ballet, des spectacles dramatiques et des concerts du Nouvel orchestre philharmonique de la Lusace (Neue Lausitzer Philharmonie). En été, ils jouent également au Théâtre de plein air de Jonsdorf.

### Musées
- Musée historico-culturel à l'ancien Monastère des franciscains. Entre autres, la petite toile de la passion de Zittau y est exposée.
- Musée à l'Église Sainte-Croix (Heiligkreuzkirche), une église de 1410 considérée comme une perle de la gothique bohémienne qui est depuis 1999 le lieu d‘exposition de la grande toile de la passion de 1472.
- Musée d‘histoire naturelle Curt-Heinke

### Autres lieux et monuments remarquables
- Hôtel de ville construit en 1840/45 et l‘église Saint-Jean de 1834/37, tous les deux par Carl August Schramm d‘après des plans de Karl Friedrich Schinkel.
- La Maison à sel (Salzhaus), entrepôt et écuries de 1511 (le toit date de 1730) sur la place Neustadt
- Fleischerbastei („la bastion des bouchers“), vestige des remparts, avec l‘horloge à fleurs (Blumenuhr) de 1908 et le carillon de porcelaine de 1966
- Le Vieux lycée (Altes Gymnasium) et la maison Dornspach, des édifices Renaissance
- de nombreuses maisons du baroque et du rococo, comme la maison Noack ou l‘Auberge des princes (Fürstenherberge)
- Église des franciscains avec des éléments du XIIIe siècle jusqu'au XVIIIe siècle  et un clocher de 70 m de hauteur.
- Église Sainte-Trinité, également appelée Église des tisserands (Weberkirche) de 1488-1500
- Église Notre-Dame, partie est d'une ancienne église des Hospitaliers du XIIIe siècle
- Église de l‘ancien hôpital Saint-Jacques, XIVe siècle, transformée plusieurs fois (notamment en 1778)
- Plusieurs fontaines anciennes : Fontaine verte (1679), Fontaine de Roland (1585), Fontaine de la femme samaritaine (1679), Fontaine d‘Hercule (1708), Fontaine aux cygnes (1710), Fontaine du petit affûteur (Schleifermännelbrunnen, début du XIXe siècle )
- L‘école de bâtiment, construite en 1846/48 par Carl August Schramm dans le style néogothique
- La piscine municipale de 1873 et le Johanneum, une école de 1869/71, des édifices du style néoclassique
- Les parcs Weinau à l'est de la ville, avec le jardin zoologique, et Westpark à l'ouest de la ville
- Le lac d‘Olbersdorf à l'ouest de la ville qui prend la place d'une ancienne mine de lignite à ciel ouvert depuis les années 1990

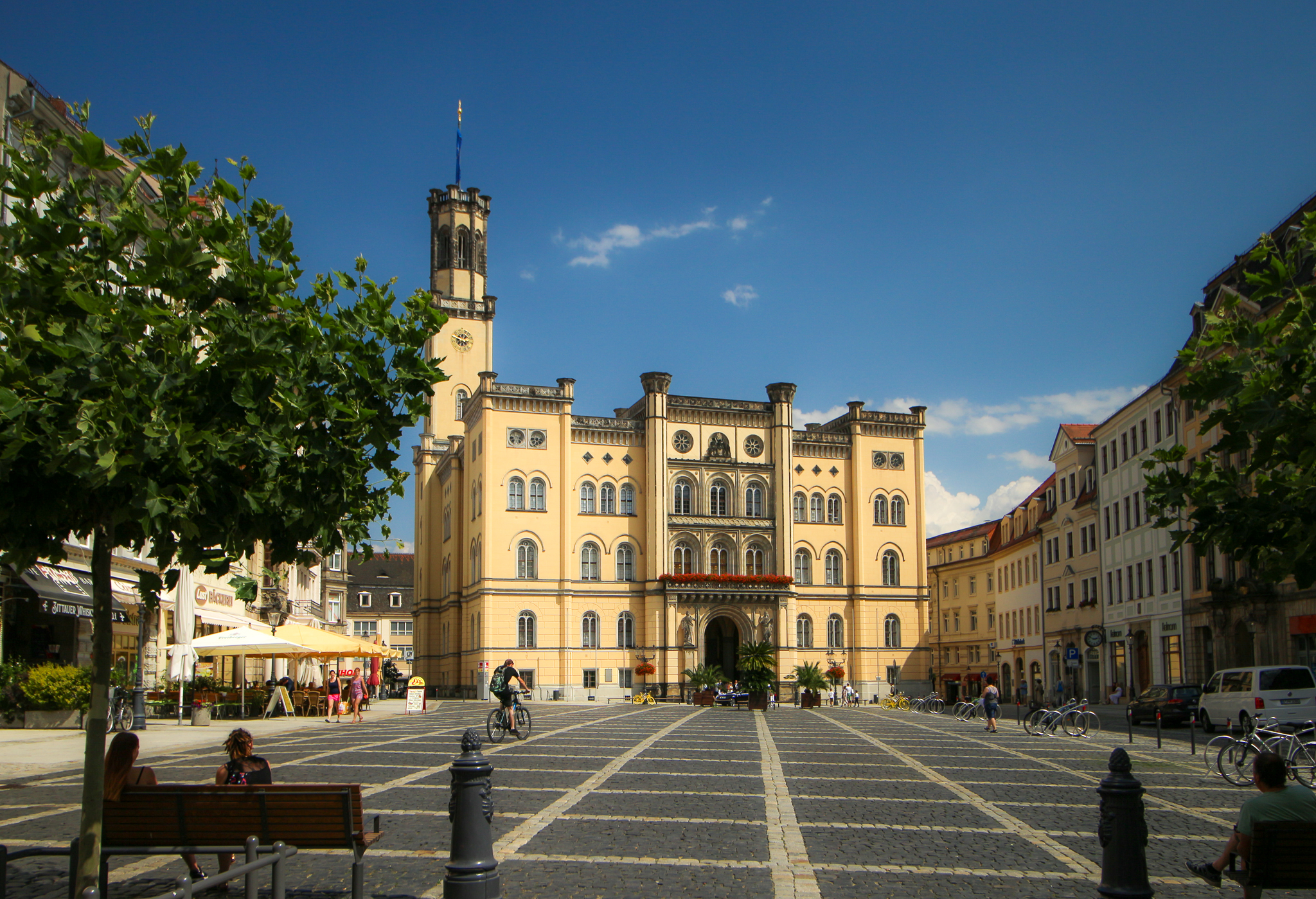
L'hôtel de ville de Zittau
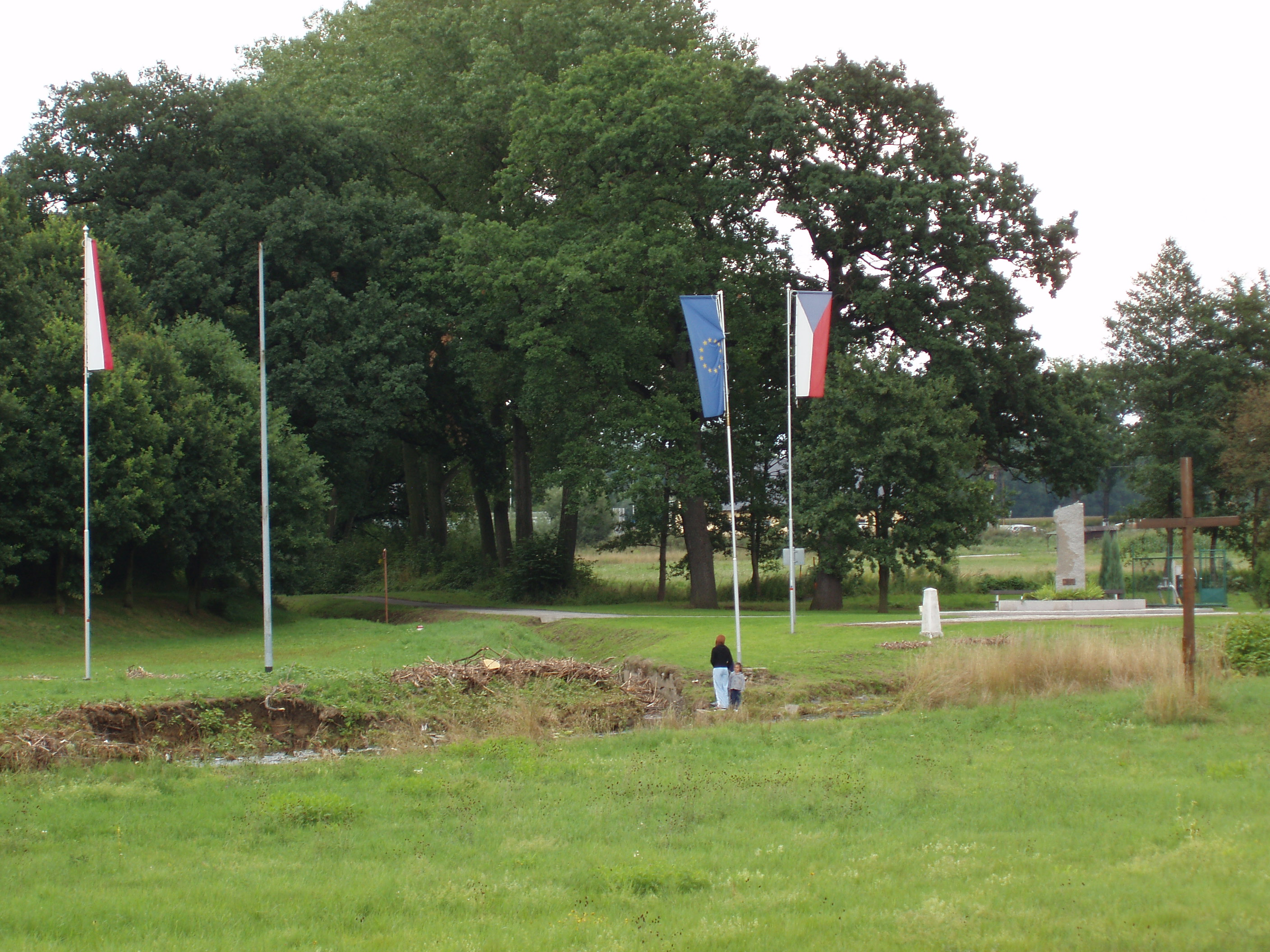
Le tripoint formé avec les frontières germano-tchéco-polonaise
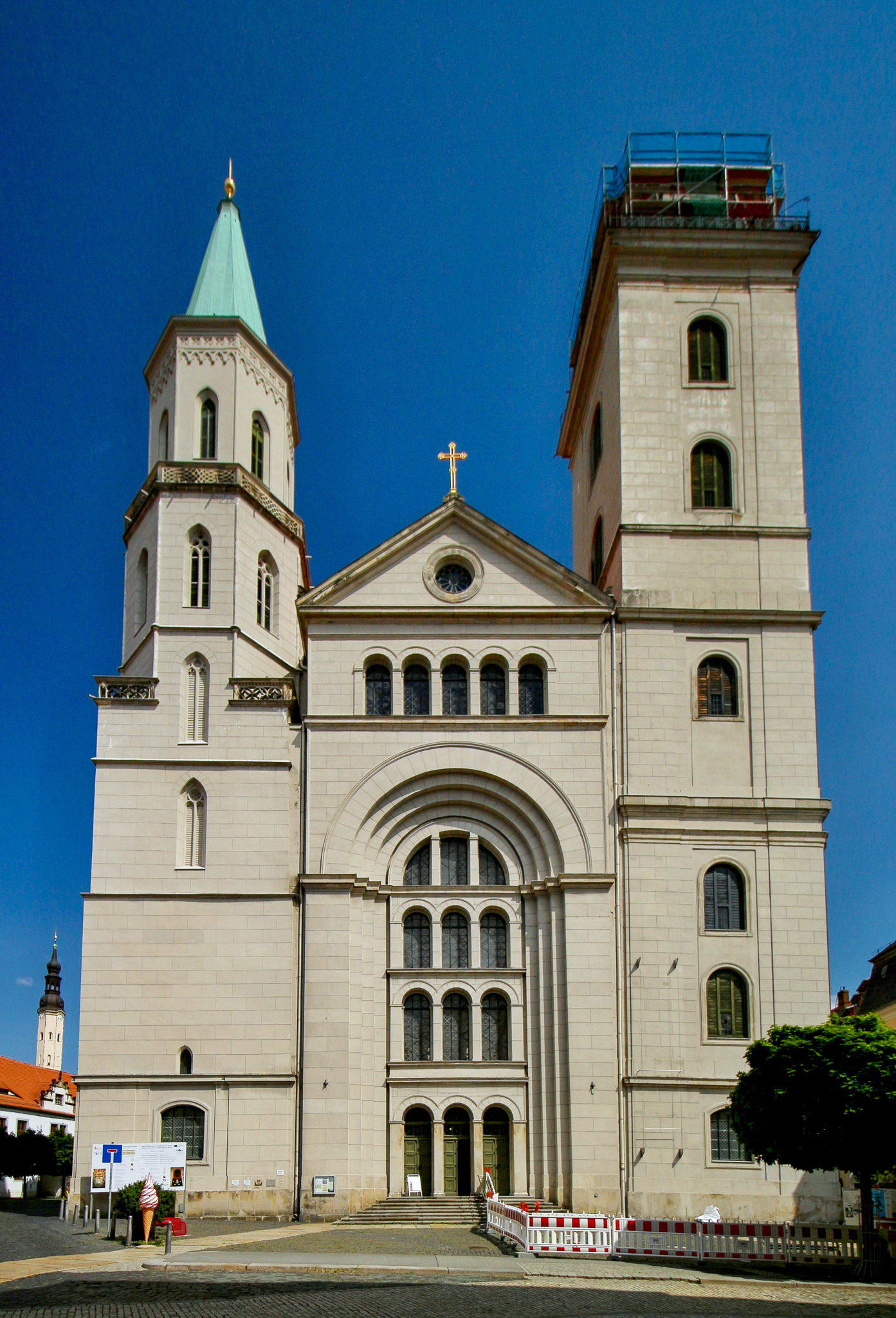
L‘église Saint-Jean
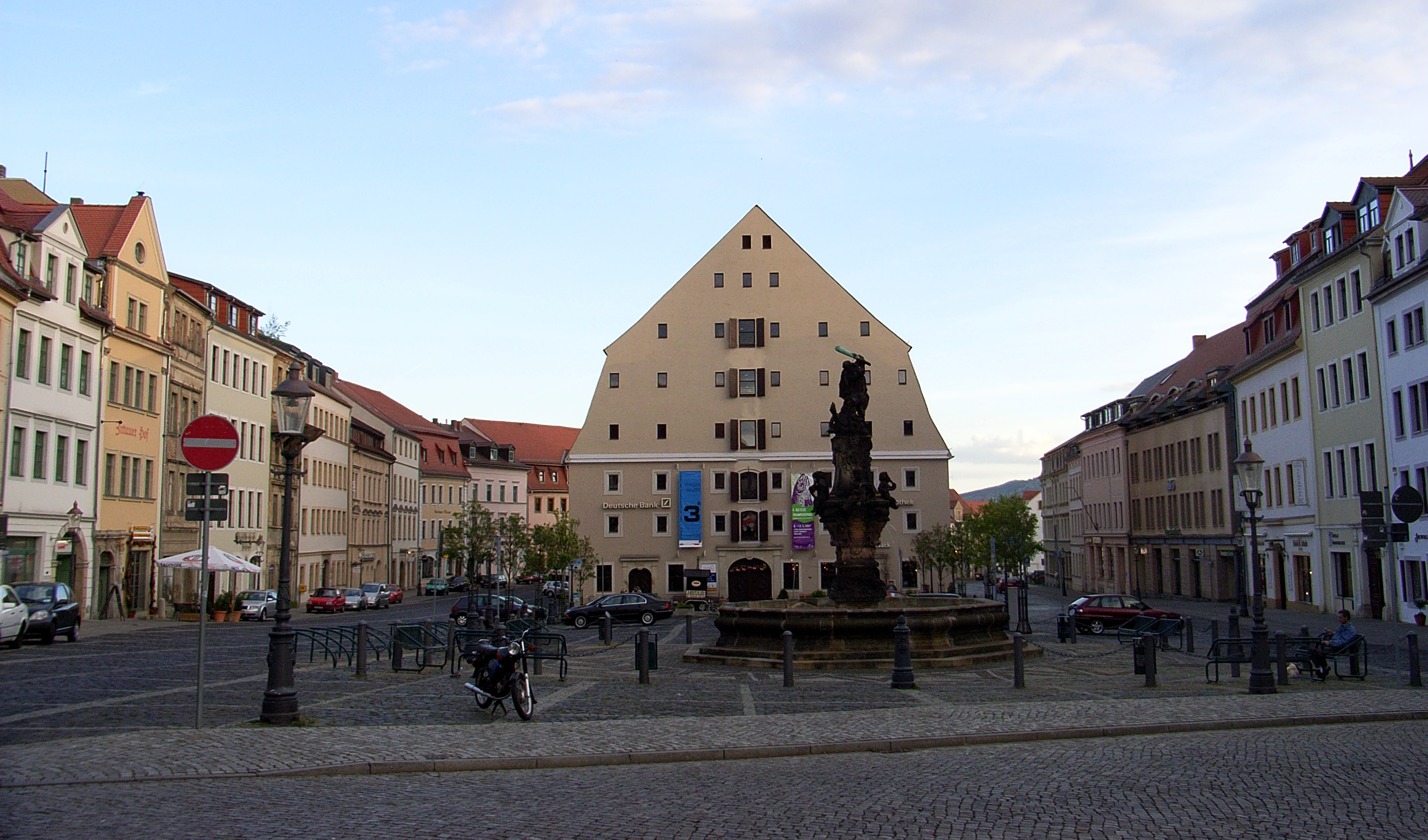
La Maison à sel et la Fontaine d'Hercule
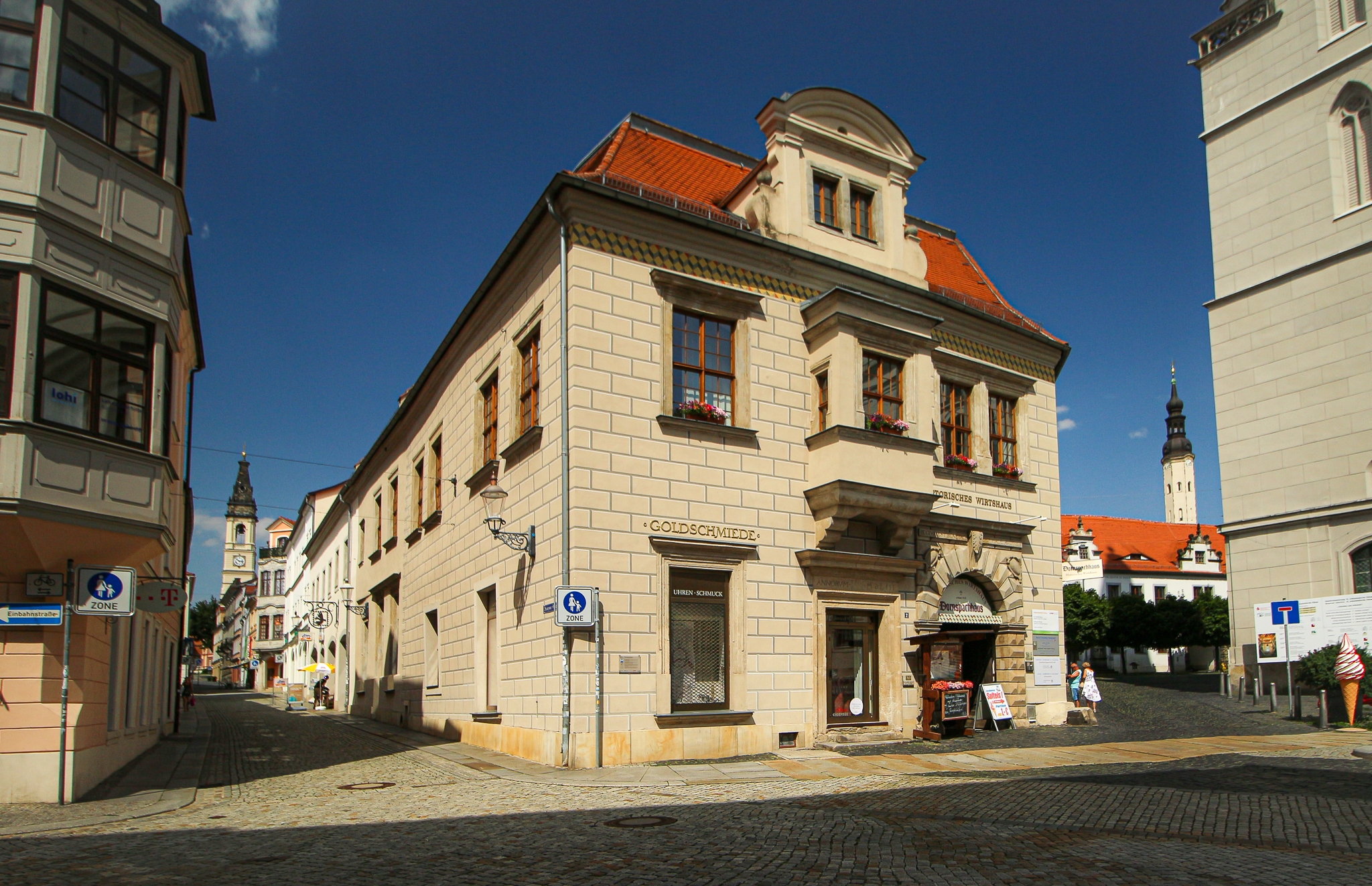
La maison Dornspach
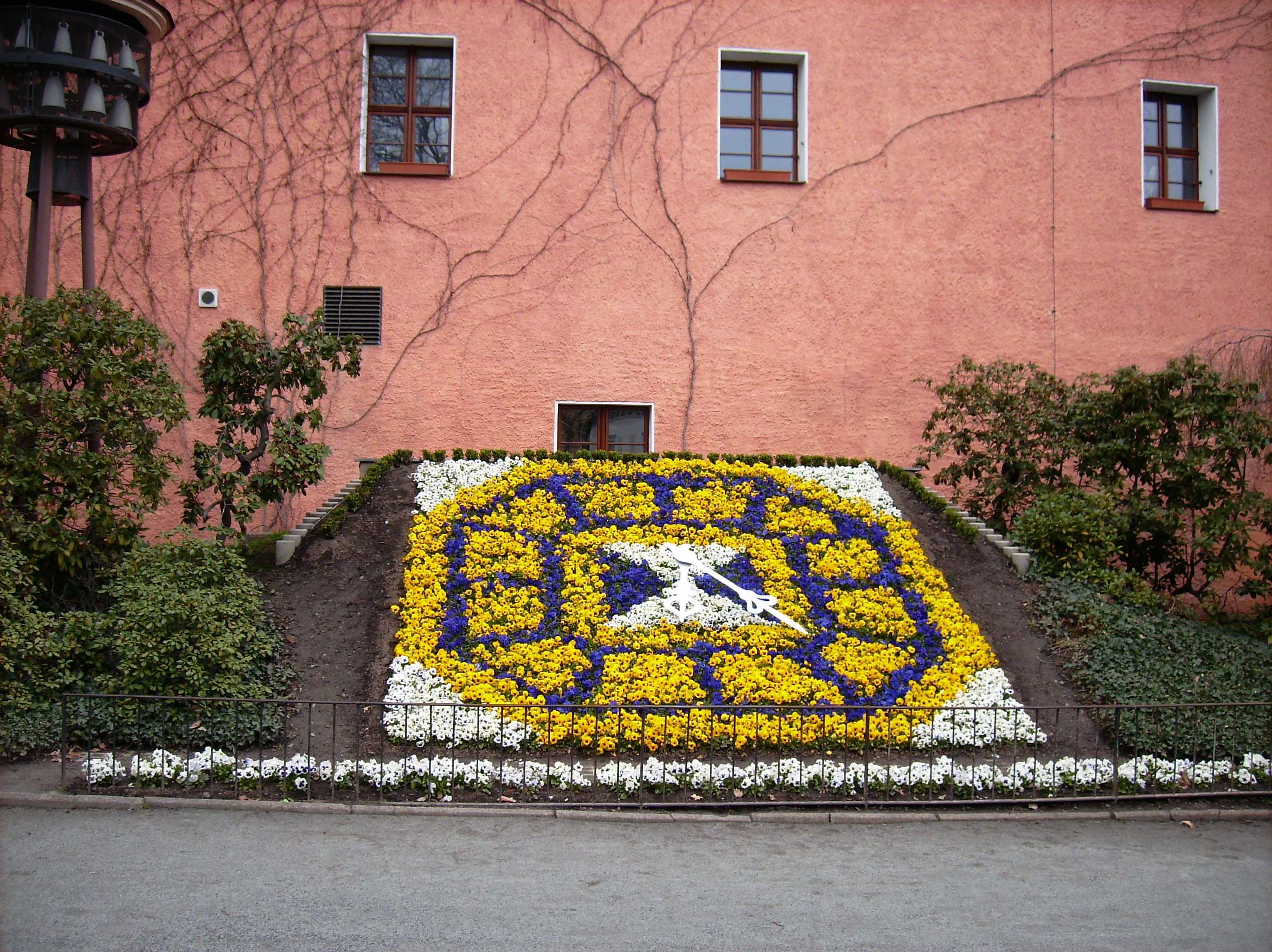
L'horloge à fleurs
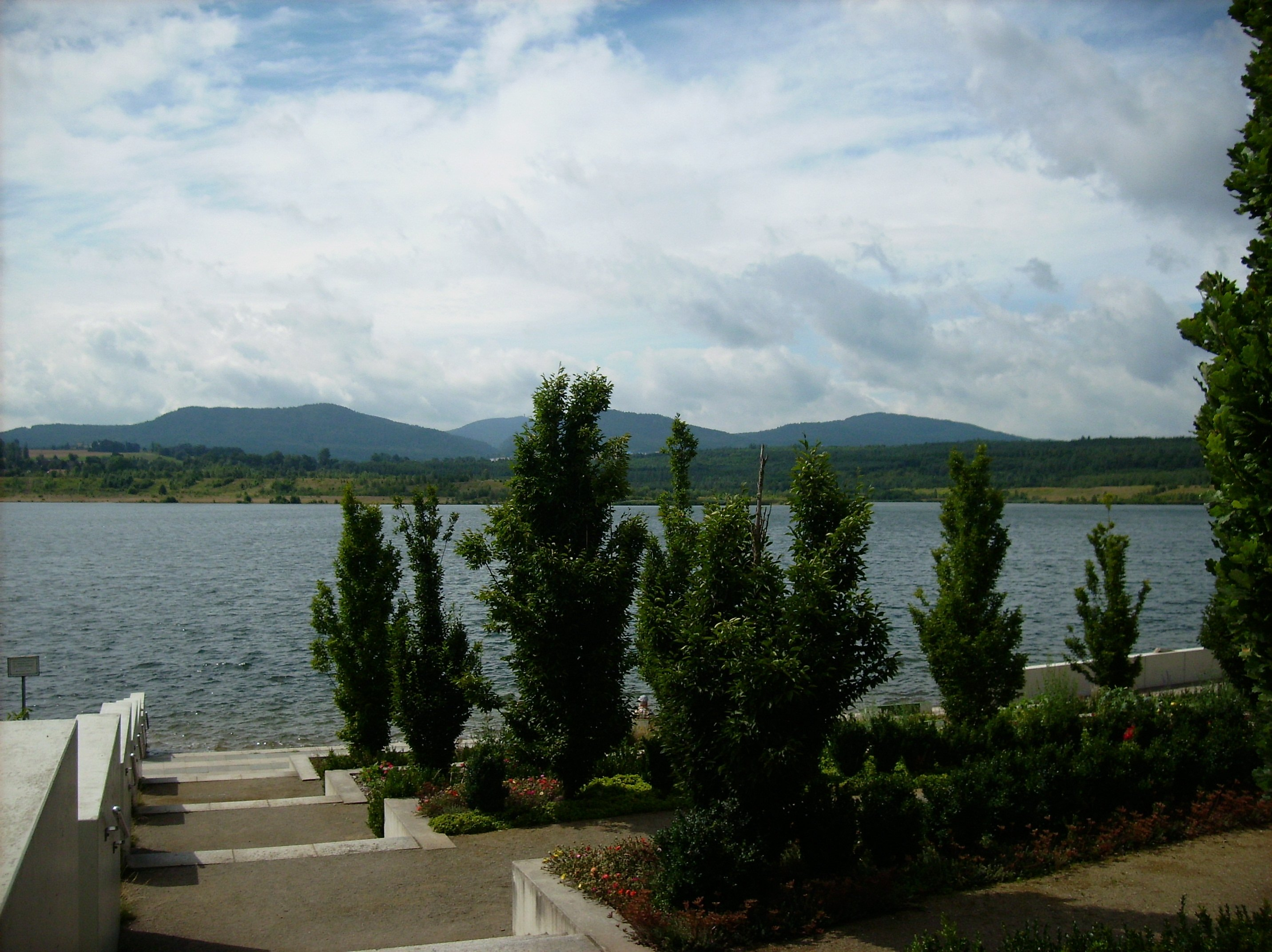
Le lac d'Olbersdorf

### Personnalités liées à la ville
- Lorenz Heydenreich (1483-1557), théologien protestant
- Melchior Franck (1579-1639), compositeur
- David Denicke (1603-1680), auteur de chants religieux
- Christian Keimann (1607-1662), pédagogue et homme de lettres
- Andreas Hammerschmidt (1611-1675), organiste et compositeur
- Christian Weise (1642-1708), pédagogue et écrivain
- Johann Hübner (1668-1731), géographe et historien
- Heinrich Marschner (1795-1861), compositeur et chef d‘orchestre
- Carl August Schramm (1807-1869), architecte
- Moriz Haupt (1808-1874), spécialiste du moyen haut-allemand
- Lisa Tetzner (1894-1963), auteur de livres d‘enfants
- Albert Zimmermann (1808-1888), peintre paysagiste
- Rudolf Haferkorn (1896-1987), espérantiste
- Walter Haensch (1904-1994), SS-Obersturmbannführer
- Dina Straat (1945-), chanteuse.

## Jumelages
- Bogatynia (Pologne)
- Liberec (Tchéquie)
- Pistoia (Italie)
- Villingen-Schwenningen (Allemagne)
- Portsmouth (Ohio) (États-Unis)

Le quartier d‘Eichgraben est jumelé avec la commune homonyme en Basse-Autriche.